# Manicalândia
Manicalândia (em inglês: Manicaland) é uma província do Zimbábue. Sua capital é a cidade de Mutare. O seu nome deve-se ao facto desta área ter sido ocupada pelo povo Manyika.
A população da província em 2012 era de 1752698.

## Distritos
A província divide-se em sete distritos:
- Buhera
- Chimanimani
- Chipinge
- Makoni
- Mutare
- Mutasa
- Nyhanga